# Stiftung Theodora
Die Stiftung Theodora (französisch Fondation Théodora) wurde im Jahr 1993 mit einem Ziel gegründet: Kindern in Spitälern und Institutionen für Kinder mit Behinderung Lachen, Freude und wertvolle Momente der Abwechslung zu schenken. Die Stiftung organisiert und finanziert jede Woche den Besuch von professionellen Künstlern – den Traumdoktoren – in Spitälern und spezialisierten Institutionen in der Schweiz.
Bei jedem Besuch öffnen die Traumdoktoren für die kleinen Patienten ein Fenster zur Fantasie, indem sie spontan auf deren individuelle Bedürfnisse eingehen. Die Kinder finden so zurück in ihre Welt des Lachens und Spielens, manchmal auch mit der Mitwirkung ihrer Eltern.

## Geschichte
Die Stiftung Theodora wurde 1993 auf Initiative der Brüder André und Jan Poulie gegründet, die die Stiftung nach ihrer Mutter Theodora benannten.
Als Kind musste André Poulie nach einem Unfall mehrere Monate im Spital verbringen. Die regelmässigen Besuche seiner Mutter Theodora bereiteten ihm viel Freude. Diese Besuche brachten die beiden Brüder viele Jahre später auf die Idee, den Alltag von Kindern im Spital oder in spezialisierten Institutionen durch Lachen zu erleichtern.

## Zweck
Mit der Überzeugung, dass die Kraft der Vorstellung und die daraus resultierende positive Energie unerschöpflich sind, will die Stiftung Theodora zum Wohlergehen und zur Entfaltung der Kinder in Spitälern und spezialisierten Institutionen beitragen. Die Stiftung verwirklicht dies mit den Besuchen professioneller, vielseitig talentierter und für die Arbeit im medizinischen Umfeld speziell ausgebildeter Künstler – den Traumdoktoren.
Die Mission der Stiftung ist es, Kindern im Spital oder in spezialisierten Institutionen Momente der Freude und Leichtigkeit zu schenken.

### Traumdoktor
Der Begriff «Traumdoktor» leitet sich vom französischen, bei der Stiftungsgründung entstandenen Begriff «docteur Rêves», ab. Er impliziert die feine, poetische Herangehensweise, mit der die Künstler bei ihren Besuchen bei den kleinen Patienten handeln.
Jeder Traumdoktor verfügt über eine künstlerische Grundausbildung wie beispielsweise Zauberei, Theater, Musik, Pantomime. Die Traumdoktoren werden von der Stiftung Theodora in Zusammenarbeit mit dem Institut und der Hochschule für Gesundheit « La Source » und der Accademia Teatro Dimitri gemäss dem Ethikkodex ausgebildet und begleitet. Die Ausbildung der Traumdoktoren wird dabei sehr ernst genommen, da somit die Sicherheit des Spitalpersonals sowie der Kinder und ihrer Familien gewährleisten werden kann. Während ihrer einjährigen Intensivausbildung erhalten die Traumdoktoren sowohl eine theoretische Ausbildung, z. B. in Hygienevorschriften, als auch eine künstlerische Ausbildung, die es ihnen ermöglicht, ihre künstlerischen Fähigkeiten an das Spitalumfeld anzupassen.

### Programme
Die Stiftung bietet sieben verschiedene Programme an, ausgerichtet auf die verschiedenen Bedürfnisse der Kinder:
1. Traumdoktoren: ein Programm für Kinder im Spital
2. Operation Traum: Begleitung der Kinder vor und nach chirurgischen Eingriffen im Spital
3. Traum im Notfall: Abendbesuche in der Notfallstation
4. Planet Traum: ein Programm für Kinder mit lebensverkürzenden Erkrankungen im Kinderhospiz
5. Herr und Frau Traum: ein Programm für Kinder mit Behinderungen in spezialisierten Institutionen
6. Kleines Orchester der Sinne: eine musikalische und interaktive Animation für Kinder mit Behinderungen in spezialisierten Institutionen
7. Die kleinen Champs: ein Programm für Kinder und Jugendliche mit Übergewicht, in Zusammenarbeit mit dem Fachverband Adipositas im Kindes- und Jugendalter (AKJ)

Bei allen Programmen setzen die Künstler mittels kreativen und meist improvisierten Interaktionen die Kinder in den Mittelpunkt. Dies ermöglicht den Kindern, für einen Augenblick der teils monotonen und manchmal belastenden Atmosphäre zu entfliehen und wieder Zugang zu finden zu ihrer eigenen, kindlichen Welt aus Farben, Musik, Zauber und Spass.
Im Rahmen ihrer Besuche bleiben die Künstler spielerisch und handeln nicht als Therapeuten.

## Wirkung
Die Stiftung Theodora hat sich seit der Gründung am Universitätsspital Lausanne rasch entwickelt. Heute organisiert und finanziert die Stiftung den regelmässigen Besuch von 76 speziell ausgebildete Traumdoktorinnen und Traumdoktoren in 32 Spitäler, 28 Institutionen für Kinder mit Behinderungen und einem Kinderhospiz in der Schweiz. Bei mehr als 115’000 Besuchen pro Jahr öffnen die Traumdoktoren und Traumdoktoren gemeinsam mit den Kindern ein Fenster in die Fantasie und schenken ihnen unvergessliche Momente voller Freude, Trost und Leichtigkeit.
Mit der Überzeugung, dass Lachen universell ist, steht die Stiftung Theodora Schweiz am Anfang eines Verbundes von unabhängigen Vereinen und Stiftungen. Diese tragen ebenfalls den Namen Theodora und verfolgen die gleiche Mission. Dieser Verbund ist neben der Schweiz noch in drei anderen europäischen Ländern vertreten: England, Spanien und Italien. Im Rahmen des Programms «Solidarität Schweiz» unterstützt die Stiftung Theodora Schweiz die Aktivitäten ihrer Tochterstiftungen in Weissrussland und Hongkong. Jedes Jahr führen diese fünf Stiftungen insgesamt mehr als 140’000 Traumdoktor-Besuche bei Kindern im Spital durch.
Die Stiftung Theodora ist darüber hinaus Gründungsmitglied der European Federation of Hospital Clown Organizations (EFHCO).

## Finanzierung
Die Stiftung Theodora ist als gemeinnützig anerkannt. Sie ersucht um keinerlei finanzielle Unterstützung seitens der Spitäler und erhält keine staatlichen Subventionen. Die Finanzierung der regelmässigen Künstlerbesuche beruht vollständig auf der Unterstützung von Spendern und Partnern. Partner aus der Privatwirtschaft ermöglichen die Deckung der Administrativkosten, damit die Spenden direkt in die Kinderbesuche fliessen können.
Die Stiftung Theodora überwacht ihre Ausgaben stetig und verfolgt eine Politik der Transparenz, insbesondere bezüglich der Verwendung der Spenden. Die Stiftung wendet strenge Buchführungs‐ und Administrativregeln an. Ihre Tätigkeit wird regelmässig von der Stiftungsaufsicht des Kantons Waadt (ASF) kontrolliert. Ihre Bilanz wird jährlich vom Wirtschaftsprüfungsunternehmen PricewaterhouseCoopers geprüft.

## Auszeichnungen
- 2015 Melvin Jones Fellowship für André Poulie (Lions Club international)
- 2011 Grosser Preis für innovative Initiativen auf dem Gebiet der Gesundheit (Spanien)
- 2007 Doron Preis (Schweiz)
- 2006 Adele Duttweiler Preis (Schweiz)
- 2006 Certificado de Evaluación de los principios de transparencia y buenas prácticas de las ONG (Spanien)
- 2004 Grande Cause Nationale Fraternité (Frankreich)
- 2003 The Guardian Charity Award (Grossbritannien)